# Ржепка, Томаш
То́маш Рже́пка (англ. Tomáš Řepka; род. 2 января 1974, Славичин, Чехословакия) — чешский футболист, правый защитник.

## Карьера
Ржепка начал свою карьеру в чешском клубе — «Баник», где он играл с 1991 по 1995 год. Затем стал выступать за пражскую «Спарту», где он провёл 3 года, прежде, чем перейти в итальянскую «Фиорентину».
После 3-х сезонов в Италии, Томаш в сентябре 2001 года отправился в клуб английской Премьер-лиге «Вест Хэм Юнайтед» за 5 млн фунтов стерлингов.. Дебют защитника за «Вест Хэм Юнайтед» состоялся 15 сентября 2001 года в матче английской премьер-лиги против «Мидлсбро». В этом матче Ржепка был удалён с поля за две жёлтые карточки, и пропустил следующий тур чемпионата. Но в третьем туре против «Блэкберн Роверс» вновь вышел на поле. В первый сезон в новом клубе Томаш получил 10 жёлтых карточек. Летом 2005 года, когда клуб вновь стал выступать в Премьер-лиге, Ржепка продлил контракт с клубом ещё на 2 года.
23 января 2006 года Томаш Ржепка покинул «Вест Хэм», чтобы вернуться к своей семье в Чехию.
В 2006 году Томаш Ржепка стал выступать за пражскую «Спарту». В 2009 году он стал лучшим футболистом Гамбринус-лиги..

## Карьера в сборной
За сборную Чехии Ржепка провёл 46 матчей. Дебют состоялся в июле 1993 года в матче против сборной Фарерских островов. На чемпионат Европы 1996 года Ржепка не попал из-за дисквалификации на два матча после получения красной карточки. Однако, участвовал на чемпионате Европы 2000 года, где провёл все три матча в составе сборной Чехии.

## Дисциплинарные проблемы
Ржепка получил известность за отсутствие самообладания. За свою профессиональную карьеру он получил девятнадцать красных карточек, одна из которых была за нападение на чиновника и ТВ оператора в сентябре 2007 года.
| Команда          | Красные карточки |
| ---------------- | ---------------- |
| Баник Острава    | 1                |
| Спарта Прага     | 5                |
| Фиорентина       | 5                |
| Вест Хэм Юнайтед | 5                |
| сборная Чехии    | 2                |
| Чехия (до 21)    | 1                |

## Достижения
- Чемпион Чехии: 1997, 1998, 2007, 2010
- Обладатель кубка Чехии: 1996, 2006, 2007
- Обладатель кубка Италии: 2001